# Кевін Істмен
Кевін Істмен (англ. Kevin Eastman) — американський художник коміксів, видавець, письменник. Широку популярність отримав завдяки створенню в співавторстві з Пітером Лердом коміксів Черепашки-ніндзя. Один із двох засновників студії «Mirage». Також є власником та видавцем журналу Heavy Metal.

## Біографія
Істмен народився 30 травня 1962 року в Спрінгвалі, штат Мен. Все своє дитинство він провів під впливом коміксів, особливо Джека Кірбі, і безперервно малював всюди, де тільки можна було. Якось, коли йому було 12-13 років, його мати сказала фразу, яку він пам'ятає і донині: «Боже, краще тобі бути добрим у цій справі, бо ти не добрий більше ніде! » А от батько був проти його талантів і того, щоб син вступав до мистецької школи. «Я знаю, ти любиш малювати, але це марно.» Він був старомодний і вважав за краще знайти синові «справжню роботу».
Але після закінчення школи Кевін плював на всіх, і вступив до Художньої школи Портленда. Тільки тому, що вона була місцевою і доступною за коштами. Хоча школа зовсім не була спрямована на навчання художника коміксів. Навіть навпаки, там його старанно намагалися перевчити. Однак Істмен вирішив, що він отримає максимум корисного, що школа може дати і залишиться за своєї думки. Після шести місяців навчання він не зміг сплатити наступний семестр і продовжив навчання, відвідуючи вечірні заняття, а вдень підробляючи у морському ресторані. Літній час, коли йшов великий наплив туристів, дозволяв йому накопичити достатньо грошей, щоб легше було протриматися взимку. Він продовжував приїжджати на підробіток у Мен щоліта, навіть після випуску першого номера Черепашек.
У 1977 році, коли Кевін ще навчався в середній школі, він відкрив для себе журнал Heavy Metal. Через журнал він дізнався про людей, які ведуть невеликі друковані видавництва. Він надсилав їм свої ранні роботи, так Кевін вийшов на журнал Comix Wave, який і став його першим видавцем. За свою першу  опубліковану роботу Істмен отримав 7 доларів.
1981 року під час роботи в морському ресторані Кевін познайомився з офіціанткою, яка навчалася в Массачусетському університеті в Емгерсті, поблизу Нортгемптона. Літній сезон добіг кінця, грошей на продовження навчання не було, тож він вирушив з нею. Там Істман дізнався про щомісячний журнал «Scat», який публікував комікс-стрипи незалежних художників. Їхній офіс знаходився в Нортгемптоні, так що Кевін взяв свої роботи, сів на автобус і вирушив себе уявити. Але виявилося, що журнал почав отримувати більше грошей від місцевої реклами, ніж публікації коміксів і змінив орієнтацію. Так що Кевін сказали: «Ми вже більше не Scat, але ти можеш познайомитися з хлопцем на ім'я Пітер Лерд. Він малює ту ж погану, як і ти: жінок, гармати і потворних створінь. Тримай адресу!» Пітер Лерд жив у центрі Нортгемптона.

## Черепашки ніндзя
1983 року Істмен знайомиться з Пітером Лердом. На дозвіллі разом із своїм новим другом він займався малюванням коміксів, марно намагаючись знайти видавця для своїх робіт. У 1984 році двоє художників-самоучок Кевін Істмен і Пітер Лерд сиділи біля Пітера вдома перед телевізором і, знічев'я, малювали карикатури. Того пам'ятного вечора Кевін намалював прямоходячу черепаху з нунчаками в лапах і назвав нарис «Черепаха-ніндзя». У травні 1984 року Істмен і Лерд за власний кошт видали чорно-білі комікси «Черепашки-Ніндзя». Комікс був виданий тиражем 3000 екземплярів та до 1985 року був тричі надрукований додатковим тиражем. Він знову звернувся до публікації робіт як визнаних художників, так і початківців, що надихнуло видання нову силу.
Після видання двох тиражів першого випуску, Кевін поїхав назад у Портленд на роботу. А Лерд разом із дружиною, на яку тепер чекала робота, остаточно переїхали до Коннектикуту. Тим часом популярність коміксу підштовхнула їх з Пітером на продовження, але працювати їм довелося за триста миль один від одного, зідзвонюючись і переписуючись. Кевін кілька разів здійснював виснажливі довгі поїздки до Пітера, вони сідали і працювали разом, а потім він їхав назад. Однак після закінчення роботи над другим випуском Кевін відчув успіх і переїхав до Коннектикуту.

## Особисте життя
У 1993 році Пітер Лерд виступив проти подальшого розширення Студії "Mirage", Істман вирішив скористатися всім накопиченим за ці роки досвідом і взяв участь у створенні видавництва " Tundra Comics ", відоме дуже цінними коміксами від найпопулярніших авторів. Проте, «Tundra» почала дуже швидко розширюватися, що у результаті спричинило її закриття, і Істман втратив близько $14 мільйонів. У 1994 році в Массачусетсі Кевін заснував Музей Слів та зображень (Words and Pictures Museum), присвячений коміксам та подібній тематиці.
У 2001 році Пітер Лерд викупив у Кевіна Істмана, що відійшов від справ, всі права на інтелектуальну власність, ставши єдиним володарем Черепашого світу. А потім розпочав випуск нової серії коміксів.

## Цікаві факти
- Кевін Істман брав участь у змаганні "Комікс за 24 години", за правилами якого за добу потрібно виконати 24-сторінковий комікс. Він провалився, але продовжив працювати над коміксом і після закінчення терміну. Його метод назвали Варіантом Істмана (Eastman Variation).
- 1991 року Кевін Істмен придбав журнал Heavy Metal.
- У мультсеріалі «Черепашки-ніндзя» 2003 року часто з'являються два поліцейські, — так автори зобразили себе.
- Є фанатом групи Pantera.

## Особисте життя
Дружиною Кевіна Істмена є актриса Джулі Стрейн.